# Praktvicker
Praktvicker (Vicia unijuga) är en ärtväxtart som beskrevs av Addison Brown. Enligt Catalogue of Life ingår Praktvicker i släktet vickrar och familjen ärtväxter, men enligt Dyntaxa är tillhörigheten istället släktet vickrar och familjen ärtväxter. Arten förekommer tillfälligt i Sverige, men reproducerar sig inte.

## Underarter
Arten delas in i följande underarter:
- V. u. austrohigoensis
- V. u. trifoliolata
- V. u. unijuga

## Bildgalleri

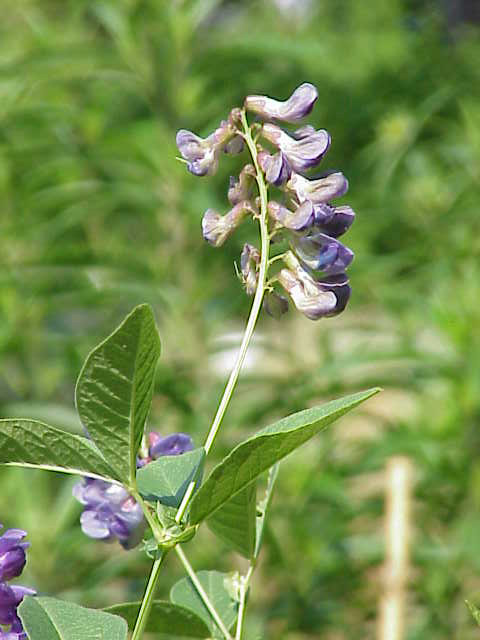